# Cetatea (okręg Konstanca)
Cetatea – wieś w Rumunii, w okręgu Konstanca, w gminie Dobromir. W 2011 roku liczyła 225 mieszkańców.